# 984 км
984 км — упразднённый в 1998 году населённый пункт (тип: железнодорожная будка) в Кирово-Чепецком районе Кировской области России. На момент упразднения входил в состав Фатеевского сельского округа. Опустел и стал урочищем ещё в 1980-х.

## География
Находится в центральной части региона, в подзоне южной тайги.

### Географическое положение
- д. Малая Рябовщина (↓ 0.6 км)
- д. Пестеры (↙ 1 км)
- ост. платформа Мутница (← 1.1 км)
- д. Большая Рябовщина (↓ 1.6 км)
- д. Жуки (← 1.9 км)
- д. Харламовцы (← 2 км)
- д. Пичуги (↙ 2.5 км)
- д. Кроты (↓ 2.7 км)
- д. Лебедиха (→ 2.8 км)
- ж/д буд. 981 км (← 2.9 км)
- д. Шусты (↑ ≈2.9 км)
- д. Кузнецы (↗ ≈2.9 км)
- д. Чечули (↘ 2.9 км)
- д. Сафроновцы (↓ 3 км)

### Климат
Климат, как и во всём районе, характеризуется как континентальный, с продолжительной холодной многоснежной зимой и умеренно тёплым коротким летом. Среднегодовая температура — 1,3 — 1,4 °C. Средняя температура воздуха самого холодного месяца (января) составляет −14,4 — −14,3 °C (абсолютный минимум — −35 °С); самого тёплого месяца (июля) — 17,6 — 17,8 °C (абсолютный максимум — 35 °С). Безморозный период длится в течение 114—122 дней. Годовое количество атмосферных осадков — 500—700 мм, из которых около 70 % выпадает в тёплый период. Снежный покров устанавливается в середине ноября и держится 160—170 дней.

## Топоним
26 км (1950), 984 км (1978).

## История
Список населённых пунктов Кировской области на 01.01.1950 год описывает полуказарму	26 км, входящую в Просницкий район,	Суслопаровский сельсовет. В 6 хозяйствах 28 жителей.
Дом поселения зафиксирован 3 февраля 1967 года на космоснимке города Кирова с американского разведывательного спутника.
К 1978 году	ж. д. будка	984 км входила в Кирово-Чепецкий район, Фатеевский сельсовет, в 10 км от центра сельсовета — села Фатеево.
В 1998 году исключён из учётных данных.
На карте 2000-х годов обозначено отдельное строение.

## Население
В 1950 году 28 жителей.
Всесоюзная перепись населения 1989 года не зафиксировала постоянного населения.

## Инфраструктура
Путевое хозяйство Горьковской железной дороги.

## Транспорт
Доступна железнодорожным транспортом. Проходит просёлочная дорога.